# Magadha

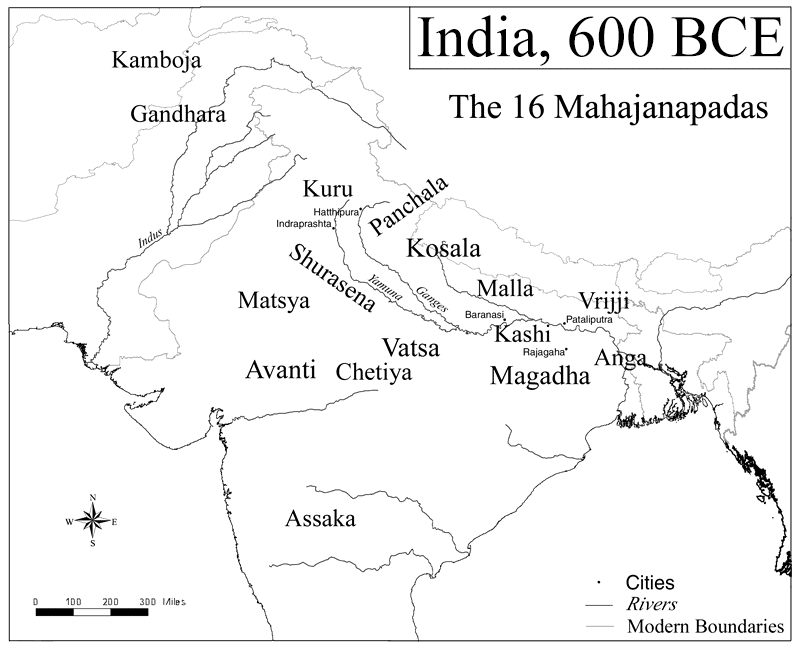
Els 16 Mahajanapades vers 600 aC

Magadha (sànscrit मगध) va ser un antic regne de l'Índia, un dels setze mahajanapades o grans regnes de l'antiga Índia, esmentat al Ramayana, al Mahabharata i als puranes. La major part de Magadha estava situada a Bihar, al sud del Ganges, amb capital primer a Rajagriha i després a Pataliputra (Patna). També s'estenia per la part oriental de l'actual Uttar Pradesh, fins al regne de Benarés i fins a Bengala amb les conquestes de Licchavi i Anga.

## Història
És esmentat per primer cop a l'Atharva-Veda, al costat dels pobles angues, gandhares i mujavats. Maghada va ser l'escenari d'episodis de la vida de Sidharta Gautama i és important a la història del budisme. Al mateix temps Mahavira va fundar la religió jainista. Va ser el nucli de dos gran imperis (maurya i gupta). El regne incloïa una mena de repúbliques o comunitats (com Rajakumara) i pobles amb les seves pròpies assemblees sota caps locals que es deien gramakes. Tenia una administració amb branques executiva, judicial i militar.
Al temps d'Alexandre el Gran, els reis de Maghada tenien el poder feudal sobre la major part de les Províncies Unides d'Agra i Oudh i sobre Bengala. Sota Chandragupta Maurya encara es va engrandir i va arribar al cim sota el seu net Aśoka, a la mort del qual va començar la decadència fins que vers el 150 aC va ser conquerit en gran part pel rei de Kalinga.
Però després, cap al final del segle iv, una nova sèrie de reis guptes va renovar les antigues glòries i gradualment es va estendre cap a Allahabad, Kanauj i fins a Gujarat. Samudragupta va conquerir temporalment part de Dècan. Quan l'imperi gupta es va trencar al començament del segle vi, Magadha va ser conquerida pel rei chalukya Kirttivarman I, però encara va continuar com un petit regne regit per una branca oriental dels guptes. Les inscripcions donen els noms d'onze reis el vuitè dels quals regnava el 672. El regne fou absorbit al començament del segle ix per la dinastia Pala de Bengala.
El 1161 el darrer rei Pala fou destronat per la dinastia Sena, i aquesta al segle xiii per Muhammad Bakhtiyar Khalji, i Magadha fou inclosa després al sultanat de Delhi i el 1394 al sultanat de Jaunpur fins vers el 1483. Després la seva història és la de Bihar.
El regne va donar el nom a una tribu de bramans (els magadhes o bramans sakaldwips, i també a la subcasta inferior dels doms, els magahiyes.

## Dinasties
El regne (un dels janapades i després dels 16 mahajanapades) fou regit per unes quantes dinasties. S'esmenten inicialment tres dinasties mítiques: la de sudhanu (abans de 1360 aC), la dels Brihadrates (iniciada per Brihadratha) fins al segle viii, i la de Sunika (o Punika) o dinastia Pradyotaentre meitat del segle VIII i meitat del segle VII (o VI segons unes altres fonts; el Vayu Purana els assigna 138 anys). Segons la tradició un príncep va matar el seu pare i es va proclamar rei; el poble es va revoltar i va portar al poder a la dinastia Haryanka que és la primera dinastia de la qual hi ha notícies amb certa seguretat, i que hauriagovernat ver 684 a 424 aC o 543 a 410 aC segons les diverses cronologies. Aquesta dinastia va conquerir Anga (Bengala).
El primer rei Bimbisara (vers 684 a 630 aC o 543 a 491 aC) va morir a mans del seu fill el príncep Ajatashatru (vers 630 a 570 aC o 491 a 459 aC). El rei Pasenadi del veí regne de Kosala i cunyat de Bimbisara, va ocupar la província de Kashi, antic regne entre els dos estats, i va començar la guerra fins que Ajatashatru va caure en una emboscada i va ser capturat amb la major part del seu exèrcit. Pasenadi li va permetre tornar a Magadha i li va restituir Kashi, donant-li la seva filla en matrimoni. Ajatashatru va fer la guerra també contra la república del Licchavi al nord del riu Ganges. Els esdeveniments són narrats de manera contradictòria a les fonts. Els licchavis van ser dividits per un ministre enviat pel rei que va romandre uns anys amb ells, mentre el rei va construir el fort de Pataliputra com a base per la seva futura expedició. Afectada la república per la dissidència interna, molts grups es van passar a Ajatshatru que llavors, en una guerra de 15 anys, els va dominar. Els textos jains diuen que Ajatashatru va ser el primer a utilitzar dues armes noves, les catapultes i els carros coberts amb una maça basculant comparable als moderns tancs. Després de la guerra, Pataliputra va créixer com a centre de comerç i finalment va esdevenir capital del país després de la mort del rei. Van governar després quatre reis més i el darrer Nagadasaka fou enderrocat vers el 424 o 410 aC per la dinastia Xixunaga que va durar entre 60 i 75 anys.

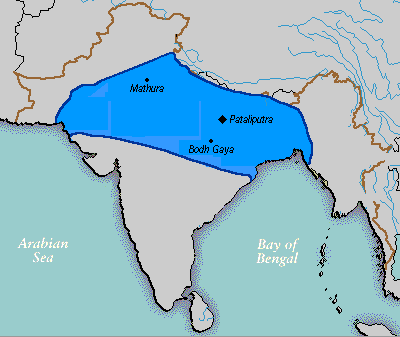
Els Nanda en la seva màxima extensió

El darrer rei Xixunaga, Mahanandin, va ser derrocat per un fill il·legítim, Mahapadma Nanda, que va prendre el poder i va fundar la dinastia Nanda que va tenir nou reis en potser només uns trenta anys(vers 350-320 aC), però va aconseguir una notable expansió. Va ser derrocada per la dinastia Maurya. El 326 aC Alexandre el Gran es va acostar al Panjab. L'exèrcit macedoni, que no volia fer front a un altre exèrcit indi ara al Ganges, es va amotinar a la riba del Beas (Hyphasis) i va refusar seguir avançant. Després d'una entrevista del rei amb el general Koinos (Coenus, Koινoς) fill de Polemocrates i gendre de Parmenió, aquest va imposar el seu consell de retirar-se.

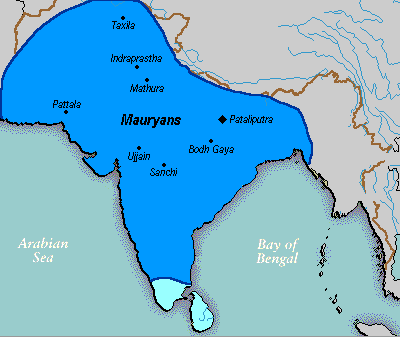
Imperi Maurya sota Aixoka

Poc després la dinastia Nanda s'enfonsava i Chandragupta Maurya esdevenia el primer rei de la dinastia Maurya mercès als consells del gran ministre Chanakya (identificat com Vishnugupta o Kautilya) conegut com el Maquiavel de l'Índia.Chandragupta va expandir el seu regne. L'exèrcit maurya va arribar fins al sud i segons les antigues cròniques tàmils (puranaruru) foren rebutjats per un exèrcit unit dels senyors del sud dirigit pel rei cola Ilanchetchenni, coalició després derrotada pel rei de Kalinga Kharavela segons una inscripció seva. Després va seguir el seu fill Bindusara (vers 300-273 aC) i seguidament el fill d'aquest Aixoka Vardhana (vers 273-232 aC) conegut inicialment com a Aixka el Cruel i que després es va fer budista i fou conegut com a Dharma Aixoka (que vol dir Aixoka el Recte) i conegut generalment com a Aixoka el Gran o Aixoka Vardhana. La carnisseria durant la invasió de Kalinga el va commoure i va renunciar a la guerra establint una política de no-violència convertint-se al budisme. Els seus edictes són els documents més antics conservats de l'Índia. El budisme es va escampar arreu de l'Índia i a més llocs.
Després d'Aixoka l'estat va caure en decadència. Vers el 185 aC el rei Brihadratha va ser assassinat pel comandant en cap de l'exèrcit maurya Pusyamitra Sunga que va usurpar el tron i va fundar la dinastia Sunga. Poc després bona part del regne fou conquerit en gran part pel rei de Kalinga mentre al Dècan sorgia la dinastia satavahana.

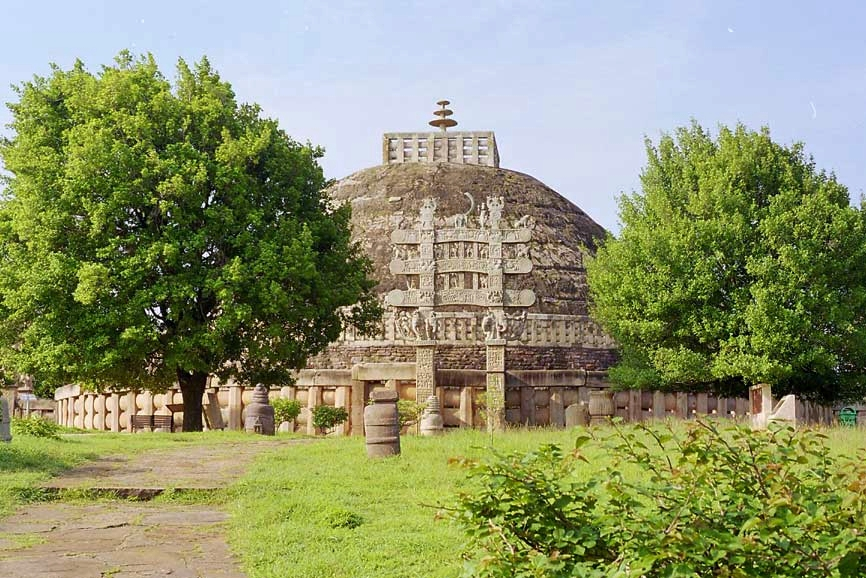
stupa a Sanchi, del període maurya

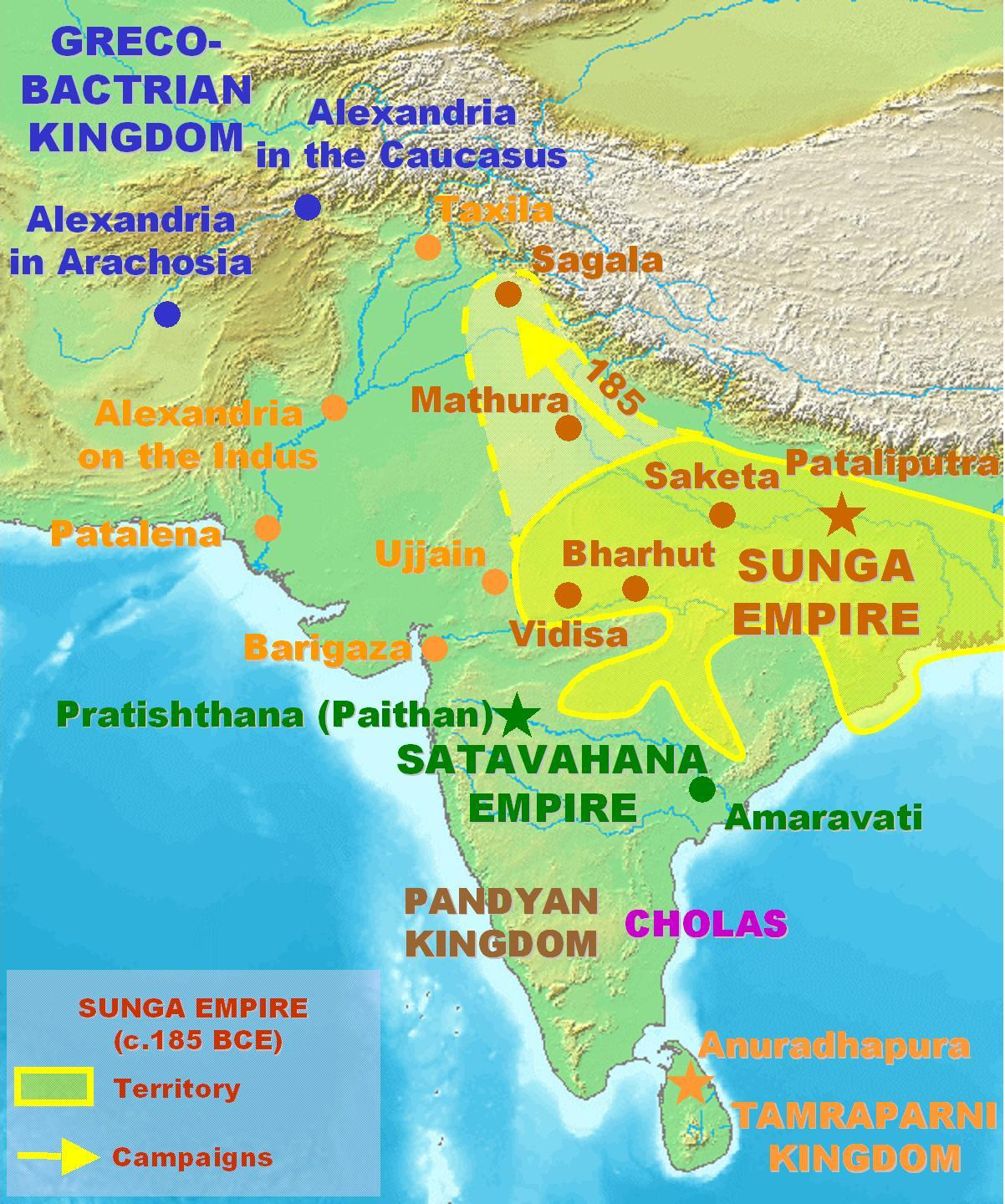
Imperi Sunga

La dinastia Sunga va durar fins vers el 75 o 70 aC quan va pujar la dinastia Kanva. El darrer rei Devabhumi (vers 85-75) va ser derrocat per Vasudeva, el fundador de la dinastia Kanva. Els reis Sunga van restar com a sobirans feudataris en un tros de territori. La dinastia Kanva va durar fins al 30 o 25 aC i després les dues foren eliminades per un poder del sud que va incorporar Malwa oriental. La dinastia Satavahana o Andhra va passar a ser la més important de l'Índia, però van sorgir molts més petits estats, cap dels quals podia tenir pretensions imperials.
Al segle iii dC els guptes van agafar el poder a Maghada. El primer rei va ser Gupta (vers 275 a 300). La seva dinastia correspon a l'edat d'or de l'Índia quan es van desenvolupar les ciències, matemàtiques, astronomia, religió i filosofia. La capital va restar a Pataliputra. A diferència dels Mauryes amb un poder centralitzat, el dels guptes era força descentralitzat. El rei tenia ministres i oficials i el regne estava dividit en províncies subdividides en districtes i aquestos en pobles. Aviat es va expandir per cobrir el Gujarat, Sind, Bihar, Orissa, Bengala, i la costa oriental (però no el Dècan). Va predominar els vixnuisme i es van construir molts temples. Encara que el seu govern es pot considerar molt bo, queda enfosquit pel maltractament donat als intocables que foren expulsats de les ciutats.

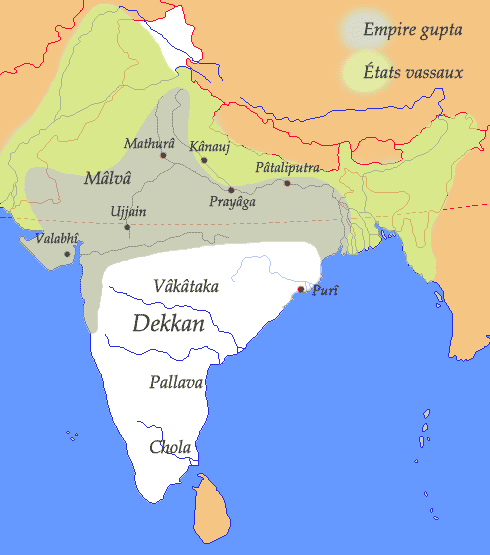
L'imperi gupta al segle IV; en verd: estats vassalls

## Reis de Magadha

### Dinastia de Sudhanu
1. Sudhanu vers 1460 aC ?
2. Suhatra
3. Chyavana
4. Kriti vers 1400 aC?
5. Vasu

### Dinastia delsBrihadratheso de Brihadratha

#### Versió 1[1]
1. Brihadratha vers 1360 aC ?
2. Kushagra
3. Rsabha
4. Puspavana vers 1300 aC?
5. Suchi
6. Sudhanva
7. Jantu
8. Nabha (Sambhava)
9. Jarasandhavers 1200 aC ?
10. Sahadeva
11. Maghasandhi/Somapi
12. Shrutashrava
13. Ayutaya
14. Niramitra vers 1100 aC?
15. Suksatra
16. Brhatkarman
17. Senajit
18. Shrutanjaya
19. Vipra/Vibhu vers 1000 aC?
20. Shuci
21. Ksemya
22. Suvrata
23. Dharmanetra
24. Nirvrati/Sushrama vers 900 aC ?
25. Drdhasena
26. Sumati
27. Suvala
28. Sunita
29. Satyajit vers 800 aC?
30. Vishvajit
31. Ripunjaya

#### Versio 2[2]
| Dinastia de Brihadratha |                                                   |                                                   |                                       |                                       |
| Emperador               | Inici de regnat (segons els historiadors moderns) | Final de regnat (segons els historiadors moderns) | Inici de regnat (segons l'Aryabhatta) | Final de regnat (segons l'Aryabhatta) |
| Brihadratha             | ?                                                 | ?                                                 | ?                                     | ?                                     |
| Jarasandha              | 1760 aC                                           | 1718 aC                                           | ?                                     | ?                                     |
| Sahadeva                | 1718 aC                                           | 1676aC                                            | ?                                     | ?                                     |
| Somapi                  | 1676aC                                            | 1618 aC                                           | 3009aC                                | 2951 aC                               |
| Srutasravas             | 1618 aC                                           | 1551 aC                                           | 2951 aC                               | 2884 aC                               |
| Ayutayus                | 1551 aC                                           | 1515aC                                            | 2884 aC                               | 2848 aC                               |
| Niramitra               | 1515aC                                            | 1415aC                                            | 2848 aC                               | 2748 aC                               |
| Sukshatra               | 1415aC                                            | 1407 aC                                           | 2748 aC                               | 2740 aC                               |
| Brihatkarman            | 1407 aC                                           | 1384 aC                                           | 2740 aC                               | 2717 aC                               |
| Senajit                 | 1384 aC                                           | 1361 aC                                           | 2717 aC                               | 2694 aC                               |
| Srutanjaya              | 1361 aC                                           | 1321 aC                                           | 2694 aC                               | 2654 aC                               |
| Vipra                   | 1321 aC                                           | 1296aC                                            | 2654 aC                               | 2629aC                                |
| Suchi                   | 1296aC                                            | 1238 aC                                           | 2629aC                                | 2561 aC                               |
| Kshemya                 | 1238 aC                                           | 1210 aC                                           | 2561 aC                               | 2533aC                                |
| Subrata                 | 1210 aC                                           | 1150 aC                                           | 2533aC                                | 2473aC                                |
| Dharma                  | 1150 aC                                           | 1145aC                                            | 2473aC                                | 2468 aC                               |
| Susuma                  | 1145aC                                            | 1107 aC                                           | 2468 aC                               | 2430 aC                               |
| Dridhasena              | 1107 aC                                           | 1059aC                                            | 2430 aC                               | 2382aC                                |
| Sumati                  | 1059aC                                            | 1026aC                                            | 2382aC                                | 2349aC                                |
| Subhala                 | 1026aC                                            | 1004 aC                                           | 2349aC                                | 2327 aC                               |
| Sunita                  | 1004 aC                                           | 964 aC                                            | 2327 aC                               | 2287 aC                               |
| Satyajit                | 964 aC                                            | 884 aC                                            | 2287 aC                               | 2207 aC                               |
| Biswajit                | 884 aC                                            | 849aC                                             | 2207 aC                               | 2172aC                                |
| Ripunjaya               | 849aC                                             | 799aC                                             | 2172aC                                | 2122aC                                |

#### Versió 3[3]
| Dinastia de Brihadratha |                                                   |                                                   |                                       |                                       |
| Emperador               | Inici de regnat (segons els historiadors moderns) | Final de regnat (segons els historiadors moderns) | Inici de regnat (segons l'Aryabhatta) | Final de regnat (segons l'Aryabhatta) |
| Brihadratha             | ?                                                 | ?                                                 | ?                                     | ?                                     |
| Jarasandha              | 1760 aC                                           | 1718 aC                                           | ?                                     | ?                                     |
| Sahadeva                | 1718 aC                                           | 1676aC                                            | ?                                     | ?                                     |
| Somapi                  | 1676 aC                                           | 1618 aC                                           | 3009aC                                | 2951 aC                               |
| Srutasravas             | 1497 aC                                           | 1433aC                                            | 2951 aC                               | 2884 aC                               |
| Apratipa                | 1433aC                                            | 1407 aC                                           | 2884 aC                               | 2848 aC                               |
| Niramitra               | 1407 aC                                           | 1367 aC                                           | 2848 aC                               | 2748 aC                               |
| Sukshatra               | 1367 aC                                           | 1311 aC                                           | 2748 aC                               | 2740 aC                               |
| Brihatsena              | 1311 aC                                           | 1288 aC                                           | 2740 aC                               | 2717 aC                               |
| Senajit                 | 1288 aC                                           | 1238 aC                                           | 2717 aC                               | 2694 aC                               |
| Srutanjaya              | 1238 aC                                           | 1198 aC                                           | 2694 aC                               | 2654 aC                               |
| Vidhu                   | 1198 aC                                           | 1170 aC                                           | 2654 aC                               | 2629aC                                |
| Suchi                   | 1234 aC                                           | 1170 aC                                           | 2629aC                                | 2561 aC                               |
| Kshemya                 | 1170 aC                                           | 1142aC                                            | 2561 aC                               | 2533aC                                |
| Subrata                 | 1142aC                                            | 1078 aC                                           | 2533aC                                | 2473aC                                |
| Sunetra                 | 1113aC                                            | 1078 aC                                           | 2473aC                                | 2468 aC                               |
| Nivritti                | 1078 aC                                           | 1020 aC                                           | 2468 aC                               | 2430 aC                               |
| Trinetra                | 1020 aC                                           | 992aC                                             | 2430 aC                               | 2382aC                                |
| Mahatsena               | 992aC                                             | 944 aC                                            | 2382aC                                | 2349aC                                |
| Netra                   | 944 aC                                            | 914 aC                                            | 2349aC                                | 2327 aC                               |
| Abala                   | 914 aC                                            | 882aC                                             | 2327 aC                               | 2287 aC                               |
| Ripunjaya               | 882aC                                             | 832aC                                             | 2172aC                                | 2122aC                                |

### Dinastia deSunikao de Pradyota (vers 750-550 aC o 799-684 aC)

#### Versió 1[4]
1. Sunika o Punika
2. Pradyota
3. Palaka vers 700 aC ?
4. Vishakhayupa
5. Janaka
6. Nandivardhana
7. Shishunaga
8. Kakavarna vers 600 aC?
9. Kshemadharman
10. Kshatraujas

#### Versió 2[2]
| Dinastia Pradyota |                                                   |                                                   |                                       |                                       |
| Emperador         | Inici de regnat (segons els historiadors moderns) | Final de regnat (segons els historiadors moderns) | Inici de regnat (segons l'Aryabhatta) | Final de regnat (segons l'Aryabhatta) |
| Pradyota          | 779aC                                             | 776aC                                             | 2122aC                                | 2119aC                                |
| Palaka            | 776aC                                             | 752aC                                             | 2119aC                                | 2085aC                                |
| Visakhayupa       | 752aC                                             | 702aC                                             | 2085aC                                | 2035aC                                |
| Janaka            | 702 aC                                            | 681 aC                                            | 2035aC                                | 2014 aC                               |
| Nandivardhdhana   | 681 aC                                            | 661 aC                                            | 2014 aC                               | 1994 aC                               |

#### Versió 3[5]
| Dinastia de Pradyota |                                                   |                                                   |                                       |                                       |
| Emperador            | Inici de regnat (segons els historiadors moderns) | Final de regnat (segons els historiadors moderns) | Inici de regnat (segons l'Aryabhatta) | Final de regnat (segons l'Aryabhatta) |
| Pradyota             | 832aC                                             | 809aC                                             | 2122aC                                | 2119aC                                |
| Palaka               | 809aC                                             | 781 aC                                            | 2119aC                                | 2085aC                                |
| Visakhayupa          | 781 aC                                            | 728 aC                                            | 2094 aC                               | 2041 aC                               |
| Suryaka              | 708 aC                                            | 687 aC                                            | 2041 aC                               | 2020 aC                               |
| Nandivardhdhana      | 687 aC                                            | 667 aC                                            | 2020 aC                               | 2000 aC                               |

- Dinastia Haryanka:[6]

1. Bimbisara vers543-491 aC
2. Ajatashatru vers 491-c. 461 aC
3. Darshaka vers 461-450 aC
4. Udayin (Udayibhadra) vers 450-443 aC
5. Anuruddha vers 443- 439 aC
6. Mundavers 439- 435 aC
7. Nagadasaka vers435-410 aC

- Dinastia Sisunaga o Shishunaga[7]

1. Sisunaga o Shishunaga 410-392aC (o vers 430-394 aC)
2. Kalasoka (o Kakavarna) 392-380 aC (o vers 394-364 aC)
3. Nandivardhana i altres nou germans (tots fills de Kalasoka) 364-342 aC
4. Ksemadharman?
5. Ksemajit o Ksatraujas ?
6. Bimbisara (o Kalasoka) ?
7. Mahanandin vers 350 aC?

- Dinastia Nanda o dels Nandes (entre 424-321 aC o 350-320 aC segons les fonts):

1. Mahapadma Nanda vers 350 aC ?
2. Pandhuka
3. Panghupati
4. Bhutapala
5. Rashtrapala
6. Govishanaka
7. Dashasidkhaka
8. Kaivarta
9. Dhana (Argames, Agrammes o Xandrammes) vers 320 aC

- Dinastia Maurya (321 o 320-187 o 184 aC):

1. Chandragupta Maurya vers 321 o 320-301 aC (Sandrakottos)
2. Bindusara (Amritrochates) vers 301-273 aC
3. Asoka el Gran o Asoka Vardhana vers 273-232 aC
4. Kunala (a l'oest) vers 232-225
5. Dasaratha (a l'est) vers 232-225
6. Samprati vers 225 aC-?
7. Salisuka o Saliskavers 200 aC
8. Devavarman o Devadharma vers 200 aC
9. Satadhanvan o Satamdhanu?-194 aC
10. Brihadratha Maurya vers 194-187 aC

- Dinastia Sunga o dels Sungues

1. Pushyamatra Sunga vers 187-151 aC
2. Agnimitra vers 151-143 aC
3. Vasujyeshtha vers 143-133 aC
4. Vasumitra vers 133-126 aC
5. Andhraka vers 126-124 aC
6. Pulindaka vers 124-121 aC
7. Ghosha 121 aC-?
8. Vajramitra ?
9. Bhagavata ?-85 aC
10. Devabhumi vers 85-75 aC

- Dinastia Kanva o dels Kanves

1. Vasudeva vers 75-66 aC
2. Bhumimitra vers 66-52 aC
3. Narayana vers 52-40 aC
4. Susarman vers 40- 30 aC

- Petits regnes (30 aC a 275 dC)
- Dinastia Gupta

1. Gupta I vers vers 275-300
2. Ghatotkacha vers 300-320
3. Chandragupta I vers 320- 350
4. Samudragupta vers 350-370
5. Ramagupta vers 370-375
6. Chandragupta II vers 375-415
7. Kumaragupta Ivers 415-455
8. Skandagupta vers 455-467
9. Kumaragupta II vers 467-477
10. Budhagupta vers 477-495
11. Chandragupta III vers 495-500
12. Vainyagupta vers 500-510
13. Narasimhagupta vers 510-540
14. Kumaragupta III vers 540-550
15. Vishnugupta vers 550- ?

- Dinastia Gupta Oriental: Onze reis, vers 560/570 a 800/820